# Just a Change
Just a Change é uma Instituição Particular de Solidariedade Social dedicada à reabilitação de habitações de pessoas em situação de vulnerabilidade. 
Fundada em 2010, a associação mobiliza voluntários e estabelece parcerias com empresas e instituições para restaurar casas degradadas, proporcionando melhores condições de vida a famílias carenciadas. Com atividade em várias regiões de Portugal, o Just a Change já reabilitou centenas de habitações, impactando positivamente a vida de milhares de beneficiários. A iniciativa não só melhora as condições habitacionais, como também fortalece o sentido de comunidade e inclusão social no país.

## História
Em 2010, um grupo de amigos universitários, incluindo António Bello, Lourenço Brito, Sara Oom de Sousa, Gonçalo Coimbra e António Pinto Leite, decidiu agir para melhorar as condições de vida de pessoas em situação de vulnerabilidade em Portugal. A iniciativa começou de forma simples: dois dos fundadores levaram as suas guitarras para a Baixa de Lisboa, onde tocaram música para angariar fundos. Com o dinheiro arrecadado, em vez de o utilizarem para fins pessoais, optaram por comprar refeições para sem-abrigos da zona.

## Impacto e reconhecimento
Desde a sua fundação, o Just a Change tem sido reconhecido pelo seu contributo significativo na reabilitação de habitações para pessoas em situação de vulnerabilidade em Portugal. Em 2014, o Diário de Notícias incluiu a organização na lista das "14 apostas para 2014", destacando-a como uma iniciativa promissora com potencial transformador na sociedade portuguesa.